# 長野県道443号内ノ萱伊那線

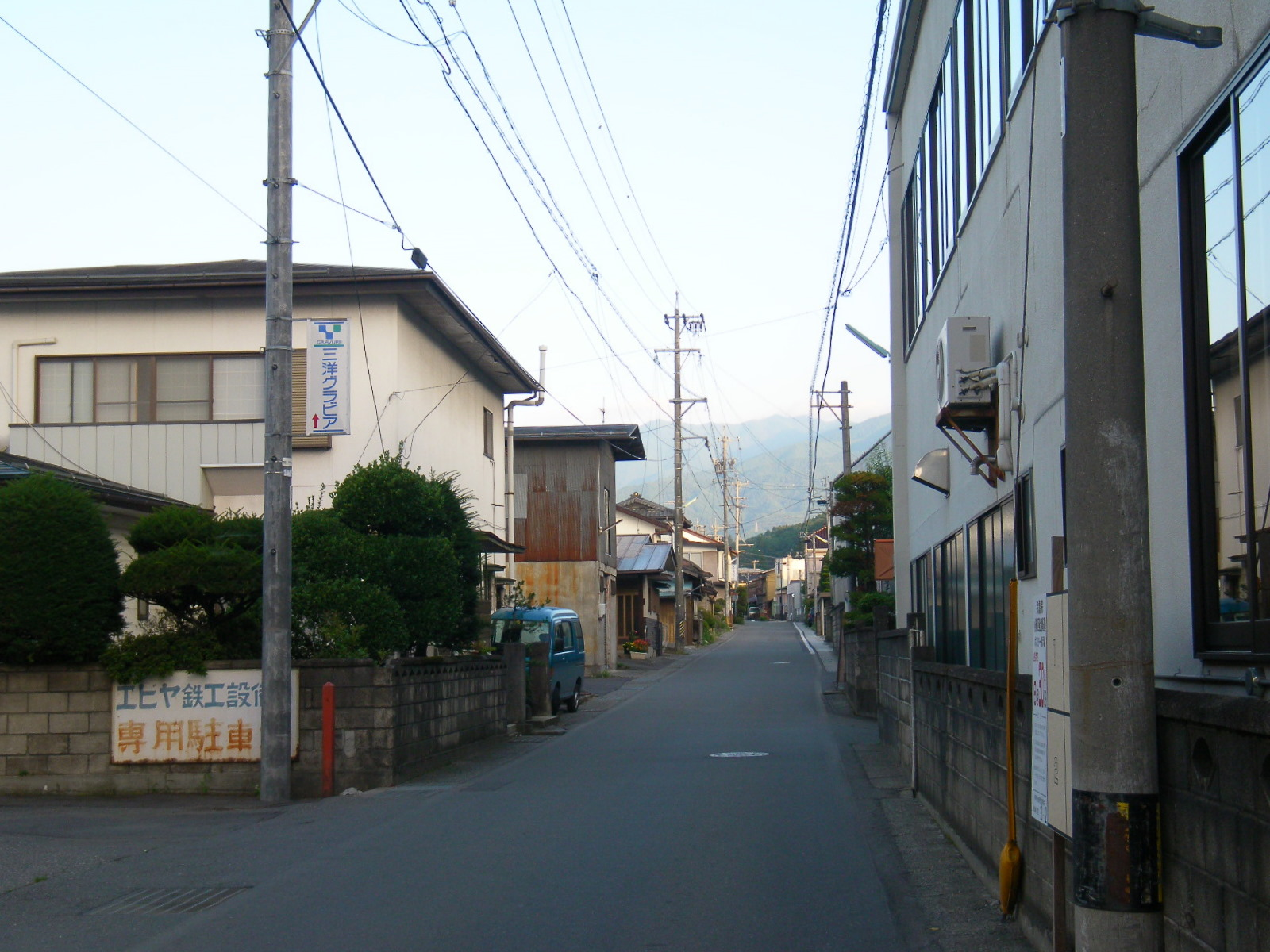
室町交差点から（写真はいずれも2009年8月）

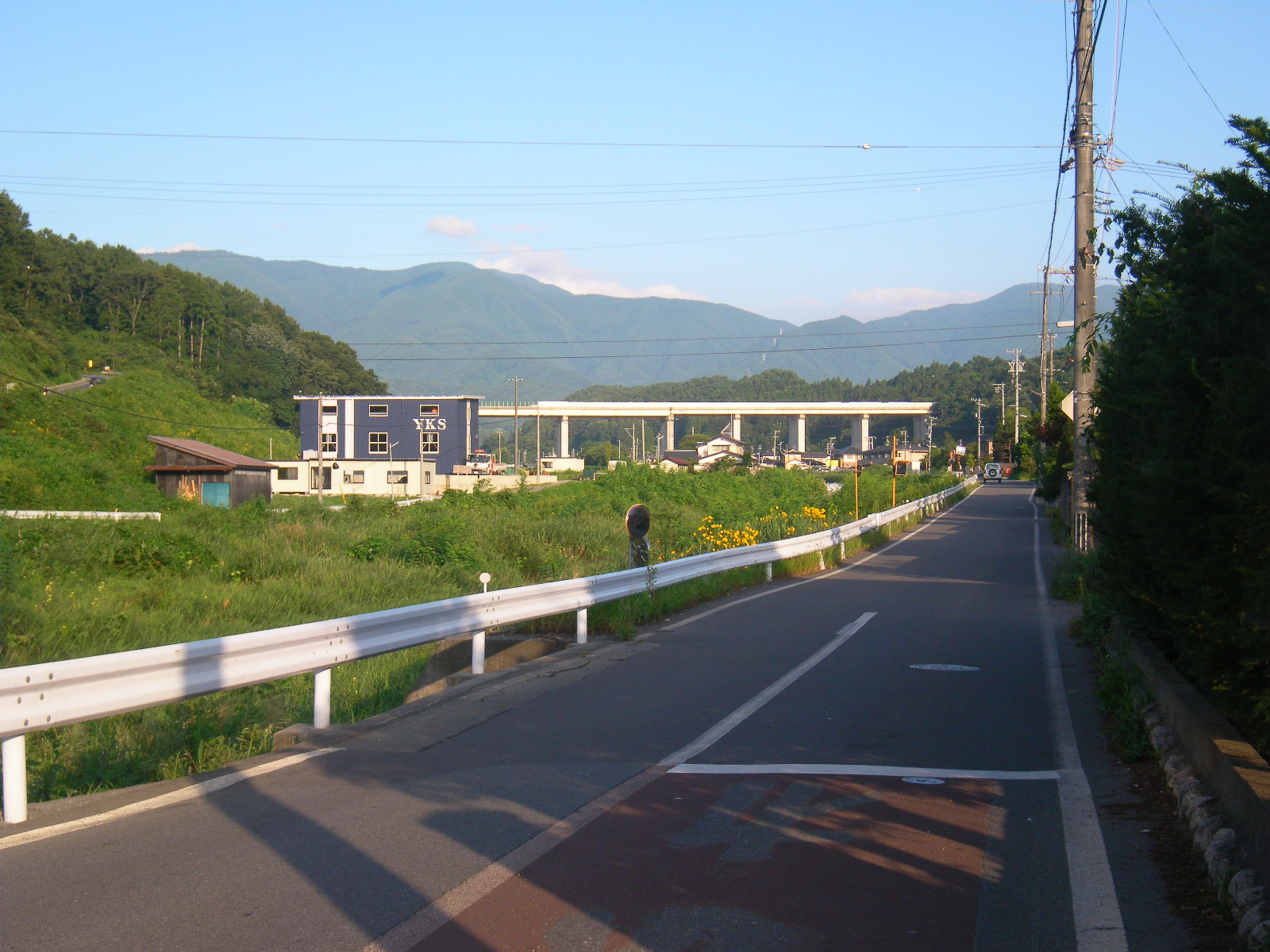
荒井橋交差点から。左に小沢川。正面を横切るのは中央自動車道。

長野県道443号内ノ萱伊那線（ながのけんどう443ごう うちのかやいなせん）は、長野県伊那市を走る一般県道である。伊那市街中心部から小沢川沿いに西に向い、途中で南に転じて小黒川沿いの長野県道202号伊那駒ヶ岳線に達する道である。小沢川沿いでは国道361号と並行し、崖の上を国道、下を県道が通る。

## 概要

### 路線データ
- 起点：伊那市荒井字内ノ萱（長野県道202号伊那駒ヶ岳線交点）
- 終点：伊那市荒井字室町（室町交差点、国道361号交点）

## 通過する自治体
- 伊那市

## 交差・接続する道路
- 長野県道202号伊那駒ヶ岳線 - 伊那市荒井字内ノ萱（起点[要出典]）
- 国道361号 - 伊那市荒井字室町（室町交差点、起点[要出典]）
- 伊那西部広域農道（小澤交差点）